# Sergei Wladimirowitsch Schachowskoi
Fürst Sergei Wladimirowitsch Schachowskoi (russisch Серге́й Влади́мирович Шаховско́й; * 14. Junijul. / 26. Juni 1852greg. in Moskau; † 30. Septemberjul. / 12. Oktober 1894greg. in Reval), war ein russischer Diplomat.

## Leben
Sergei war Angehöriger der Rurikidischen Fürsten Schachowskoi. Seine Eltern waren Wladimir Schachowskoi (1813–1879/1881) und Alexandra Pavlowna, geborene Efremowa (1823–1903). 
Er machte an der Universität Moskau seinen Abschluss in Mathematik. Anschließend trat er in den Dienst des Außenministeriums ein. Er war 1875 Sekretär des Konsulats in Ragusa, später auch konsularisch in Bukarest und Bulgarien tätig. Bereits 1877 war er Funktionär des Roten Kreuzes, später Generalbevollmächtigter der Gesellschaft im Transkaspigebiet. Von 1881 bis 1885 war er Gouverneur in Tschernigow. Als Gouverneur von Estland in den Jahren 1885  bis 1894 war er ein maßgeblicher Förderer der Russifizierung. Er galt gemeinsam mit seiner Gattin, Elisabeth Dmitriewna, geborene Gräfin Milyutina (1844–1939),  ebenfalls als Förderer der orthodoxen Kirche. Seine Ehe blieb kinderlos.